# 코끼리의 발
코끼리의 발(영어: Elephant's Foot)은 체르노빌 원자력 발전소 사고 당시 체르노빌 원자력 발전소에 형성된 노심용융물에 붙여진 별명이다. 사고가 있었던 1986년과 같은 해 12월에 217호 복도에서 발견되었고, 방사성 붕괴로 인해 위험도는 줄고 있지만, 그럼에도 매우 많은 양의 방사선을 내뿜고 있다.

## 생성
코끼리의 발은 1986년 4월, 체르노빌 원자력 발전소에서 일어난 사고로 인해 구성하는 물질들이 철근 콘크리트를 뚫고 파이프와 틈새로 복도로 흘러 굳어 형성되었다. 같은 해 12월에 사고 발생 지점에 남동쪽, 지상에서 6m 위에 위치한 217/2호실 복도에서 발견되었다. 발견 이후, 생김새가 코끼리의 발과 비슷한 주름진 생김새로 별명이 붙여졌다.

## 구성
코끼리의 발은 다량의 이산화 규소와 그보다 적은 우라늄, 타이타늄, 지르코늄, 마그네슘과 흑연 등으로도 이루어져 있는 것으로 확인되었다.

## 같이 보기
- 트리니타이트